# جیلو-بلاغ (شهرستان توپ)
جیلو-بلاغ (به لاتین: Jyluu-Bulak) یک روستا در قرقیزستان است که در شهرستان توپ واقع شده‌است. جیلو-بلاغ ۱٬۷۳۹ نفر جمعیت دارد و ۱٬۷۴۰ متر بالاتر از سطح دریا واقع شده‌است.